# Bereitschaftseinheit
Eine Bereitschaftseinheit ist in Österreich eine Sondereinheit und Teil der Schnellen Reaktionskräfte (SRK) der Bundespolizei, welche organisatorisch direkt einer der neun Landespolizeidirektionen unterstellt ist.
Aufgabe der Sondereinheiten ist es, unter anderem an Brennpunkten der Kriminalität, in Ballungszentren und in öffentlichen Verkehrsmitteln für Sicherheit zu sorgen und damit die Polizeiinspektionen zu entlasten.

## Geschichte

### Wien
Eine Bereitschaftseinheit wurde erstmals mit Wirkung zum 1. November 2012 bei der Landespolizeidirektion Wien aufgestellt. Anfangs wurden der Einheit 110 Beamte unterstellt, mittlerweile sind ihr rund 200 Beamte zugeordnet, davon 60, die den stehenden Kern der Einheit bilden und rund 150 jeweils für sechs Monate zugeteilte. Ziel war es, die Möglichkeiten der Polizei, auf akute Lagen wie Sicherungseinsätze schneller und konsequenter reagieren zu können. Untergebracht war die Bereitschaftseinheit zunächst vorläufig im Bundesamtsgebäude Josef-Holaubek-Platz im neunten Wiener Bezirk Alsergrund, in dem sich unter anderem auch der Hauptsitz des Bundeskriminalamts befindet. Seit 1. Mai 2014 ist die Bereitschaftseinheit in der Rossauer Kaserne stationiert. Die Kaserne befindet sich ebenfalls im Bezirk Alsergrund am Schlickplatz.

### Oberösterreich
Die Bereitschaftseinheit bei der Landespolizeidirektion Oberösterreich wurde im Juli 2017 mit rund 50 Beamten, davon 30 regelmäßig wechselnde, aufgestellt. Grundsätzlich sind Einsätze im gesamten Bundesland vorgesehen, das Hauptaugenmerk liegt aber auf der Kriminalitätsbekämpfung am Linzer Hauptbahnhof und in den umliegenden Parks. Bis Ende August 2018 wurden von 449 Schwerpunkteinsätzen insgesamt 343 in der Landeshauptstadt Linz durchgeführt.

### Ausweitung auf die restlichen Bundesländer
Im August 2018 kündigte Innenminister Herbert Kickl an, das Konzept der Bereitschaftseinheiten auf ganz Österreich ausweiten zu wollen und bei jeder Landespolizeidirektion eine Bereitschaftseinheit aufzustellen.

## Organisation und Aufgaben
Angehörige der Einheit sind neben den fest zugeteilten (meist leitenden) Beamten junge Polizisten, die nach ihrer Ausbildung mehrere Monate in einer Polizeiinspektion tätig waren, in die sie nach sechs Monaten auch zurückkehren. Die Polizisten sind überwiegend zu Fuß und mit öffentlichen Verkehrsmitteln unterwegs, die Dienstpläne richten sich nach den Erfordernissen.
Die Hauptaufgaben der Bereitschaftseinheiten sind:
- überlagernder Überwachungs- und Streifendienst,
- Sonder- und Schwerpunktaktionen,
- friedliche, niederschwellige Anlässe des Großen Sicherheits- und Ordnungsdienstes (GSOD) und
- Such-, Hilfs- und Rettungsaktionen